# Abitibi Canyon
Abitibi Canyon är en kanjon i Kanada.   Den ligger i provinsen Ontario, i den sydöstra delen av landet, 700 km nordväst om huvudstaden Ottawa. Abitibi Canyon ligger 160 meter över havet.
Terrängen runt Abitibi Canyon är huvudsakligen platt. Abitibi Canyon ligger nere i en dal som går i nord-sydlig riktning. Trakten runt Abitibi Canyon är nära nog obefolkad, med mindre än två invånare per kvadratkilometer.. 
I omgivningarna runt Abitibi Canyon växer i huvudsak blandskog.